# Ронка
Ронка̀ (на италиански и на венециански: Roncà) е малко градче и община в Северна Италия, провинция Верона, регион Венето. Разположено е на 78 m надморска височина. Населението на общината е 3807 души (към 2015 г.).